# Палм-Біч (Флорида)
Палм-Біч (англ. Palm Beach) — місто (англ. town) в США, в окрузі Палм-Біч штату Флорида на східному узбережжі півострова, за 104 км на північ від Маямі, із заходу омивається водами озера Ворс. Населення — 9245 осіб (2020), але під час високого сезону кількість мешканців у містечку доходить до 30 тисяч.
У Палм-Біч розташовано елітарний, курортний, палацовий клуб Мар-а-Лаго та вілла президента США Дональда Трампа, що він називає «Зимовим Білим домом».

## Географія
Палм-Біч розташований за координатами 26°41′9″ пн. ш. 80°2′14″ зх. д. / 26.68583° пн. ш. 80.03722° зх. д. (26.685819, -80.037211).  За даними Бюро перепису населення США в 2010 році місто мало площу 28,74 км², з яких 10,82 км² — суходіл та 17,91 км² — водойми. В 2017 році площа становила 19,33 км², з яких 9,90 км² — суходіл та 9,43 км² — водойми.

## Демографія
Згідно з переписом 2010 року, у місті мешкало 8348 осіб у 4799 домогосподарствах у складі 2453 родин. Густота населення становила 290 осіб/км².  Було 9091 помешкання (316/км²).
Расовий склад населення:
| - 97,4 % — білих - 1,0 % — азіатів - 0,6 % — чорних або афроамериканців |

До двох чи більше рас належало 0,5 %. Частка іспаномовних становила 3,9 % від усіх жителів.
За віковим діапазоном населення розподілялося таким чином: 6,9 % — особи молодші 18 років, 37,3 % — особи у віці 18—64 років, 55,8 % — особи у віці 65 років та старші. Медіана віку мешканця становила 67,4 року. На 100 осіб жіночої статі у місті припадало 81,3 чоловіків;  на 100 жінок у віці від 18 років та старших — 79,5 чоловіків також старших 18 років.
Середній дохід на одне домашнє господарство  становив 251 217 доларів США (медіана — 105 527), а середній дохід на одну сім'ю — 340 038 доларів (медіана — 149 850). За межею бідності перебувало 5,3 % осіб, у тому числі 3,2 % дітей у віці до 18 років та 2,9 % осіб у віці 65 років та старших.
Цивільне працевлаштоване населення становило 2604 особи. Основні галузі зайнятості: фінанси, страхування та нерухомість — 27,7 %, науковці, спеціалісти, менеджери — 18,5 %, освіта, охорона здоров'я та соціальна допомога — 12,4 %, мистецтво, розваги та відпочинок — 8,8 %.